# Stéphane Heuet
Pour les articles homonymes, voir Heuet.
Stéphane Heuet est un écrivain et auteur de bande dessinée français né en 1957 à Brest. Il est le scénariste et dessinateur de l'adaptation en bande dessinée d'À la recherche du temps perdu de Marcel Proust, publiée depuis 1998.

## Biographie
Il s'engage dans la Marine, où il parcourt l'océan indien puis devient directeur artistique dans une agence de publicité. Il vit à Paris. À l'âge de 35 ans, il devient fasciné par l'œuvre de Marcel Proust, qu'il transpose en bande dessinée aux éditions Delcourt à partir de 1998.
Sa fille Fleur Lise Heuet est une actrice française.
Son grand-oncle Gaston Heuet (1892-1979) est un athlète français, champion olympique en 1920 et 1924.

## Publications
- Bibliothèque maritime idéale, Paris : Arthaud, 2010. Prix « Marine » 2011, Prix Éric Tabarly, Médaille de l'Académie de Marine.[réf. nécessaire]

### Bande dessinée
- À la recherche du temps perdu, Delcourt, 8 volumes, 1998-2021, Prix de la Madeleine d'or en 2001[3], Prix des Écrivains du Sud en 2007[4],[5], Prix France Télévision 2020 « Mon livre de l'été »[6]

1. Combray, couleurs de Véronique Dorey, 1998  (ISBN 2-84055-218-3)
2. À l'ombre des jeunes filles en fleurs, volume 1, 2000  (ISBN 2-84055-381-3)
3. À l'ombre des jeunes filles en fleurs, volume 2, 2002  (ISBN 2-84055-595-6)
4. Un amour de Swann, volume 1, 2006  (ISBN 2-84789-321-0)
5. Un amour de Swann, volume 2, 2008  (ISBN 978-2-7560-0962-9)
6. Du côté de chez Swann - Noms de pays : le nom, 2013  (ISBN 978-2-7560-3521-5)
7. À l'ombre des jeunes filles en fleurs : autour de Mme Swann, volume 1, 2019  (ISBN 978-2-413-01111-8)
8. À l'ombre des jeunes filles en fleurs : Autour de Mme Swann, volume 2, 2021  (ISBN 978-2-4130-1112-5)

- Hors série 1 : À la recherche du temps perdu (Heuet) ; Pistes et parcours pédagogiques pour les classes de Seconde et Première, textes de Nicole Dauxin, 1998  (ISBN 2-84055-218-3)

### Illustration
- Gonzague Saint Bris, Sur les pas de Jules Verne, Paris : Presses de la Renaissance, coll. « Sur les pas de », 2005.
- Philippe Bastien, La Dune qui chante. Histoire des pays du sable, Paris : L'Harmattan, 2013.
- Elyane Dezon-Jones, Le fantôme du petit Marcel, Paris : Éditions Viviane Hamy, 2014.
- Gwenola Aujard Johnson, Proust para principiantes, Era Naciente, 2003.

## Prix et distinctions
- 2020 : Grand Prix Hervé Deluen 2020 de l'Académie Française pour son adaptation illustrée de Marcel Proust[7].